# 스크림 퀸즈
《스크림 퀸즈》는 2008년부터 2010년까지 미국에서 방송된 공포 영화 여주인공 선발 오디션 프로그램이다.